# Българско училище „Елин Пелин“ (Хюстън)
Българското училище „Елин Пелин“ е училище на българската общност в град Хюстън, щата Тексас, САЩ. Има филиали в Сан Антонио и Остин. Създадено е през юни 2012 г. То функционира към Фондация „Елин Пелин“ – Хюстън. Изучавани дисциплини са български език и литература, български традиции и обичаи, роден край и човекът и обществото. Към училището е сформирана детска градина, в която се обучават деца на 3 – 4 години. През учебната 2024/2025 г. в училището се обучават около 120 деца. Директор на училището е г-жа Райна Левакова.

## Ученици
Брой на учениците през учебните години:
- под 20 – учебна 2012/2013 г.[2]
- над 100 – учебна 2023/2024 г.[2]
- около 120 – учебна 2024/2025 г.[5]